# Andō Masazumi

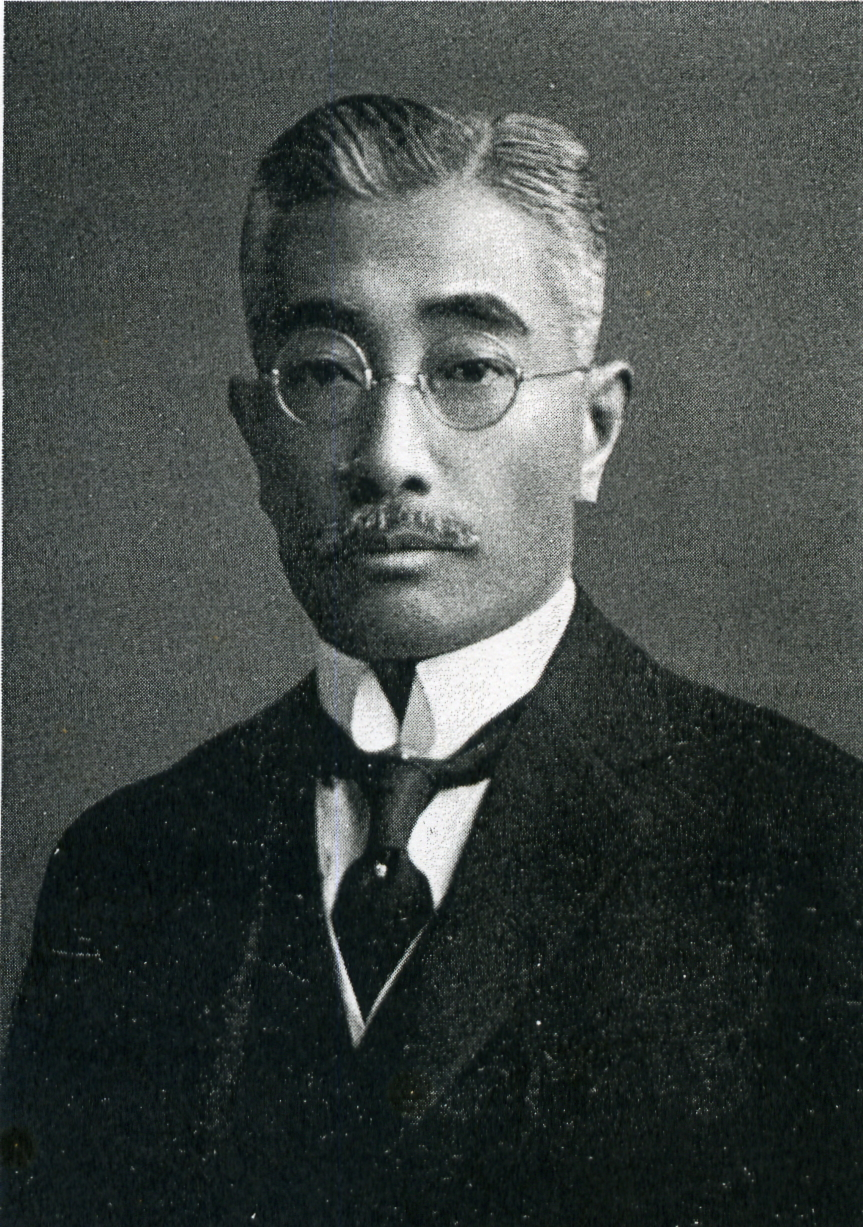
Andō Masazumi

Andō Masazumi (japanisch 安藤 正純, Künstlername: „Tetchō“ (鉄腸) – „Eiserner Wille“; geboren 25. September 1876 in Tokio; gestorben 14. Oktober 1955) war ein japanischer Journalist und Politiker.

## Leben und Wirken
Andō Masazumi machte 1895 seinen Abschluss an der Tōyō-Universität im Fach Philosophie und beendete 1899 ein Studium der Politikwissenschaft an der Waseda-Universität. Nachdem er als Redaktionsleiter der „Tōkyō Asahi Shimbun“ und als Vorsitzender der Asakusa-Gemeinde gearbeitet hatte und in die politische Welt gewechselt war, wurde er bei der Wahl 1920 für den damaligen 7. Wahlkreis von Tokio Mitglied des Repräsentantenhauses des Parlaments. Dabei gehörte er der Seiyūkai an. Im Kabinett Inukai war er Staatssekretär (seimu-jikan) für Bildung. Er wurde Generalsekretär der Seiyūkai und Vertreter für allgemeine Angelegenheiten der Kuhara-Faktion (久原派). Bei der „Yokusan-Wahl“ 1942 wurde er ohne Yokusankai-Empfehlung gewählt.
Nach dem Zweiten Weltkrieg konnte Andō auf Anordnung der Besatzungsbehörden zunächst kein öffentliches Amt bekleiden. Nach Aufhebung des Verbots 1952 wurde er wieder Mitglied des Repräsentantenhauses, nun für den prestigeträchtigen Wahlkreis 1 der Präfektur Tokio (damals Viermandatswahlkreis), dem Wahlkreis von Hatoyama Ichirō und Asanuma Inejirō. Er bildete ein gegen Yoshida Shigeru gerichtetes „Demokratisierungsbündnis“ (minshuka dōmei) innerhalb der Liberalen Partei, schloss sich aber anders als andere Gegner Yoshidas 1953 noch nicht Hatoyamas abgespaltener Liberaler Partei an. Er wurde nach der Wahl 1953 bis zu seinem Rücktritt im November 1954 Staatsminister im 5. Kabinett Yoshida, dann nach seinem Wechsel zu Hatoyamas Demokratischer Partei Japans Kultusminister im 1. Kabinett Hatoyama. Insgesamt wurde er elfmal ins Repräsentantenhaus gewählt.
Andō wirkte auch als Dozent an seiner Alma Mater, der Tōyō-Universität. Er war sein Leben lang gläubig und setzte sich für eine glaubensorientierte Politik ein. Er war als Präsident des Nihon Shūkyō Remmei (日本宗教連盟), des „Bundes religiöser Gemeinschaften“ tätig. Er starb, während er noch aktiver Abgeordneter war.
Zu seinen Werken gehören Seikai o ayumitsutsu (政界を歩みつつ) – „Beim Wandeln durch die politische Welt“, Seiji to Shūkyō no Kankei (政治と宗教の関係) – „Der Zusammenhang von Politik und Religion“, Sūron no Tetsugaku (数論の哲学) – „Philosophie der Zahlentheorie“.